# Game Boy Printer

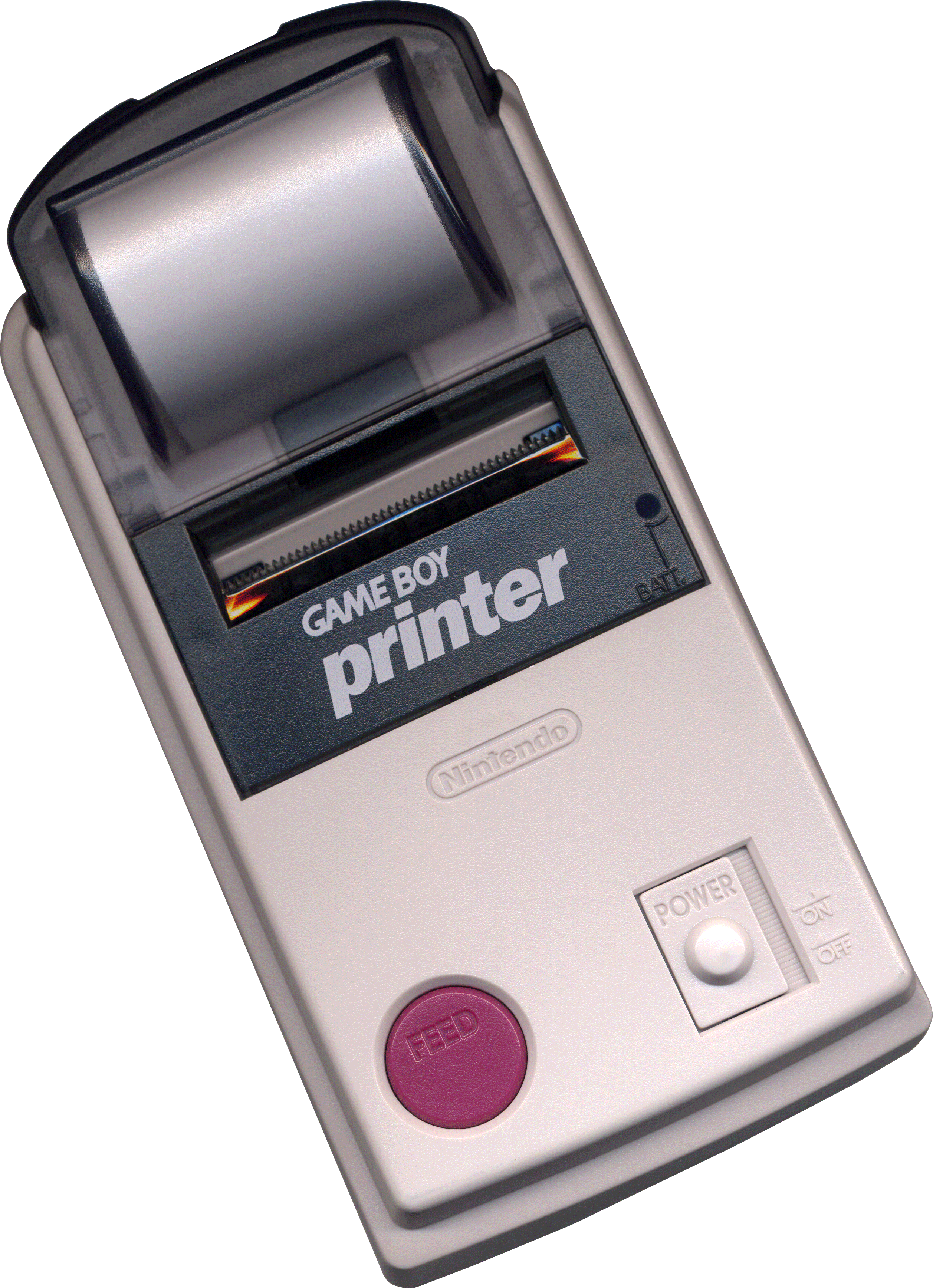
Game Boy Printer

Der Game Boy Printer ist ein kleiner monochromer Drucker für die Handheld-Konsole Game Boy.
Das Gerät wurde vom Hersteller Nintendo 1998 auf den Markt gebracht, 2003 wurde die Fertigung eingestellt.
Es wird über den Link-Port mit dem Game Boy verbunden. Der Druck erfolgt auf selbstklebendem Thermopapier, so dass man die Drucke als Aufkleber verwenden kann. Aufgrund des Einsatzes von Thermopapier ist keine Tinte erforderlich, bei Bedarf müssen lediglich neue Thermopapierrollen, das sogenannte Printer Paper, nachgekauft werden, die in verschiedenen Farben erhältlich sind. Auch normales Thermopapier kann verwendet werden, wenn es passend zurechtgeschnitten wird.
Der Game Boy Printer kam gleichzeitig mit der Game Boy Camera auf den Markt und diente zunächst zum Ausdruck der damit geschossenen Fotos. Später erschienen auch Game-Boy-Spiele, die den Printer unterstützten, indem sie den Ausdruck spezieller Bilder, Highscores oder anderer Dinge ermöglichten, jedoch wurde diese Möglichkeit nur selten genutzt.

## Unterstützte Spiele (Auswahl)
- Super Mario Bros. Deluxe[4]
- Pokémon Pinball[5]
- Pokémon Gelbe Edition[6]
- Pokémon Goldene, Silberne und Crystal Edition[7]
- Donkey Kong Country[8]
- The Legend of Zelda: Link’s Awakening DX[9]
- Quest for Camelot[10]

## Hardware
- CPU: µPD78011F mit 10 MHz Takt
- RAM: KM6264B (?) mit 8 KB Speicher SRAM
- Punkt-Treiber: 2 × LB1721

Der Game Boy Printer wird mit 6 Mignon-Batterien betrieben. Ein Netzstromanschluss ist nicht vorgesehen.

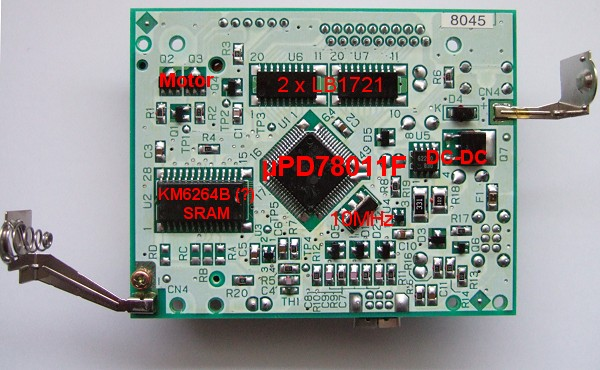
Unterseite der Platine
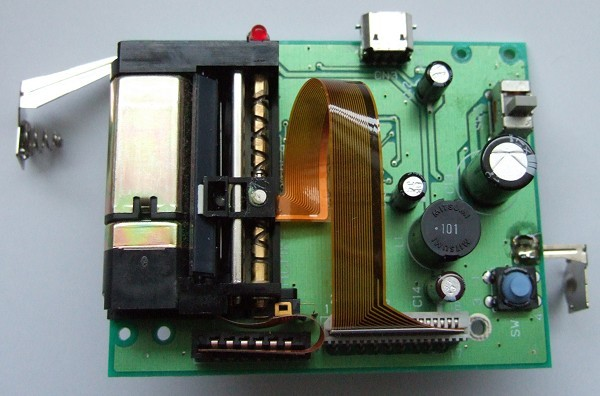
Oberseite der Platine